# Suizy-le-Franc
Suizy-le-Franc är en kommun i departementet Marne i regionen Grand Est (tidigare regionen Champagne-Ardenne) i nordöstra Frankrike. Kommunen ligger i kantonen Montmort-Lucy som tillhör arrondissementet Épernay. År 2022 hade Suizy-le-Franc 106 invånare.

## Befolkningsutveckling
Antalet invånare i kommunen Suizy-le-Franc
| Referens: INSEE |